# Tax Free (televisieserie)
Tax Free was een Nederlandse komedieserie, uitgezonden door de TROS in de seizoenen 1992-1993 en 1993-1994. De serie telt in totaal 19 afleveringen. De serie is gebaseerd op de Britse comedy Duty Free en werd geschreven door Eric Chappell en Jean Warr. De Nederlandse regisseur Walter van der Kamp tekende voor de bewerking en regie van de serie. Eigenlijk een onverwacht luchtig spel voor Van der Kamp. Eerder regisseerde hij namelijk drama-series als De stille kracht, Hollands Glorie (dramaserie) en Willem van Oranje (dramaserie).

## Verhaal
De serie speelt zich af in een Spaanse badplaats. Hoofdpersonen zijn Dirk en Annie. Het stel is voor het eerst op vakantie in het zuiden en verblijft in duur hotel dat ze zich eigenlijk niet kunnen veroorloven. Daar zijn ook Linda, een oude vriendin van Dirk, en Bob. Deze snobs zijn absolute tegenpolen van de volkse Dirk en Annie. Hun samenzijn leidt tot hilarische situaties en komische taferelen.

## Rolverdeling
- Dirk – Piet Bambergen
- Annie – Marjolein Sligte
- Bob – Rudi Falkenhagen
- Linda – Annelies Balhan